# 조 메시니
조지프 로이 "조" 메시니(Joseph Roy "Joe" Metheny, 1953년 3월 2일 ~ 2017년 8월 5일)는 미국의 메릴랜드주 볼티모어 출신 연쇄 살인범이자 강간범이다. 스스로를 연쇄 살인범이라고 주장하고 열세 명을 살해하였다고 주장하였지만 증거가 충분한 혐의는 두 건의 살인뿐이었고, 이후 조사 결과 세 명의 피해자가 더 확인되었다. 메시니와 피해자들은 알코올과 중독성 마약 사용에 깊이 연루되어 있었다.

## 어린 시절
메시니의 변호단은 그가 어렸을 때 방치되었다고 말하였는데, 그의 아버지는 알코올 중독자로 메시니가 여섯 살 때 교통사고로 사망하였으며, 그의 어머니는 집 밖에서 2교대로 일하는 동안 여섯 명의 자녀를 방치하였다고 밝혔다. 메시니는 부모가 자신을 "위탁 같은" 방식으로 다른 가족에게 보내 함께 살도록 종종 보냈다고 말하였다.
메시니는 그의 어머니가 사망하였다고 거짓 주장하였다. 그의 어머니는 가난한 형편 탓에 웨이트리스, 바텐더, 푸드트럭 운전사로 열심히 일하였지만 아이들에게 평범한 가정 생활을 제공하였으며, 메시니의 주장처럼 다른 가족들을 굶기거나 다른 집에 보낸 적은 없다고 말하였다. 그는 메시니가 평균 이상의 학생이었고 항상 예의 바르고 어렸을 때부터 비열하지 않았다고 말하였다. 메시니의 어머니는 "그는 똑똑하고 좋은 어린 시절을 보냈다. 그가 방치당하였다면, 그것은 그 자신의 잘못이다. 우리는 꽤 좋은 가정이었다."라고 말했다.
메시니는 1973년 19세가 되어 미국 육군에 입대하였다. 그의 어머니는 메시니가 독일에서 복무했다고 말하였지만, 그는 베트남을 순회하였고 그곳의 포병부대에서 헤로인에 중독되었다고 주장하였다. 그의 어머니는 그가 베트남에서 복무한 기억이 없다고 말하였고, 그의 복무 경위는 언론 보도에서 확인되지 않은 것으로 보도되었다. 베트남에 대한 미국의 개입은 그 당시에 종료되었다.
메시니는 군에 입대한 후 어머니에게 거의 연락하지 않았다. 그녀는 다음과 같이 말하였다. "그는 계속해서 점점 더 멀리 표류하였다. 그에게 일어난 최악의 일은 마약이었다고 생각한다. 슬프고 슬픈 이야기이다."

## 살인과 자백
메시니는 1990년대에 6피트 1인치의 큰 체구에 과체중이었는데, 모순적이게도 "타이니"(Tiny)로 알려져 있었다. 그는 술집에서 시간을 보내고 사우스 볼티모어의 임시 수용소에서 노숙자들과 함께 생활하였으며 거의 모든 돈을 크랙 코카인과 헤로인 복용, 술을 마시는 데에 썼다. 그러나 그는 지게차 운전사로서 안정적인 직업을 가지고 있었고, 일반적으로 지적이고, 말을 잘하고, 매우 예의가 바른 사람으로 묘사되었다.
1994년 메시니는 매춘 혐의로 유죄 판결을 받은 39세 여성 캐시 앤 메거자이너(Cathy Ann Magaziner)를 살해하고 자신이 일하였던 공장 부지의 얕은 무덤에 시신을 묻었다. 시신은 2년 넘게 그곳에 있었다. 그는 나중에 자신이 그녀의 목을 졸랐고 6개월 후에 그녀의 유골을 파헤쳐 그녀의 머리를 상자에 넣어 쓰레기통에 버렸다고 말하였다.
메시니는 1995년 볼티모어의 하노버 스트리트 브리지 아래 노숙자 텐트촌 캠프장에서 랜들 브루어(Randall Brewer)와 랜디 파이커(Randy Piker)를 도끼로 살해한 혐의로 다른 재판을 받았다. 경쟁 관계의 노숙자 무리와 분쟁이 있었고, 래리 아모스(Larry Amos)가 살인에 쓰인 무기를 훔쳐 또 다른 노숙자 에버렛 다월(Everett Dowell)을 죽이는 데 사용하였다. 시신은 1995년 8월 2일 다월이 사망한 날 발견되었다. 아모스는 체포되어 1급 살인 혐의로 기소되었으며 과실치사 혐의에 대하여 유죄를 인정하였다. 그는 8년 형에서 1년 9개월을 복역한 뒤 풀려났다. 배심원단은 1996년 7월에 메시니에게 브루어와 파이커를 살해한 혐의를 적용할 증거가 충분하지 않다고 결론지었지만, 나중에 그는 그 살인에 대하여 자신이 유죄라고 말하였다.
메시니는 1996년 11월 중순 킴벌리 린 스파이서(Kimberly Lynn Spicer)를 칼로 찔러 죽였다. 그는 1996년 12월 8일 리타 켐퍼(Rita Kemper)를 납치하고 강간하려 하였다. 검찰에 따르면 그는 팔레트 공장 부지에 거주하던 트레일러에서 켐퍼와 마약을 공유하였다. 켐퍼는 메시니와 성관계하는 것을 거부하고 트레일러에서 뛰쳐나갔고, 메시니는 그를 쫓고 구타한 뒤 다시 트레일러 안으로 끌고 가 그의 바지를 내리고 강간을 시도하였다. 켐퍼는 그가 "나는 널 죽이고 다른 여자들과 함께 숲에 묻을 것이다"라고 말하며 자신을 죽이려고 하였다고 증언하였다. 그는 트레일러 창문을 통해 탈출해 인근 경찰에게로 대피하였다.
메시니는 이후 친구에게 한 달 전에 살해하여 공장 현장에 숨기고 있었던 스파이서의 시신을 매장하는 것을 도와달라고 부탁하였다. 그 친구는 1996년 12월 15일 경찰에 이를 알렸고, 메시니는 같은 날 살해 혐의로 체포되어 기소되었다. 사업주는 크리스마스 파티를 떠날 때 메시니와 함께 체포되었으며 증거 인멸 혐의 종범으로 기소되었다. 메시니는 스파이서 살인뿐만 아니라 다른 살인에 대해서도 자백하기 시작하였다. 그는 메거자이너의 참수된 유해를 다시 매장한 얕은 무덤으로 경찰을 안내하였다. 두개골의 많은 부분이 사라졌지만 경찰은 치과 기록에서 메거자이너를 식별할 수 있었다.
경찰은 그가 헤로인과 코카인에 중독된 젊은 백인 성노동자들을 선택했다고 말하였다. 살인에는 잔인한 성폭행도 동반되었다. 그는 28세의 토니 린 잉그라시아(Toni Lynn Ingrassia)를 살해한 혐의로 기소됐지만 이 혐의는 나중에 증거 불충분으로 기각되었다. 그는 볼티모어의 워싱턴 대로변에서 세 명의 다른 매춘부도 살해하였다고 주장했지만, 그의 자백 외에 대부분의 범죄에 대한 증거는 없었다.
그는 시체를 패타스코강에 던졌고 끝까지 발견되지 않았다고 말하였다. 신문 볼티모어 선은 1997년에 그가 최대 열 명을 살해하였다고 주장하였지만 얼마나 많은 사람을 죽였는 지에 대한 그의 주장이 얼마나 진실한 지는 분명하지 않다고 보도하였다. 그의 변호사는 그가 양심의 가책을 느끼고 있으며 마약과 알코올이 그의 성격을 변화시키고 그를 폭력적으로 만들었다고 말하였다.

## 선고
메시니는 1997년 켐퍼 사건으로 재판을 받았고 납치 및 강간 미수 혐의로 50년형을 선고받았으며, 살인 미수 혐의에 대하여는 무죄를 선고받았다. 그는 1998년 스파이서를 살해한 혐의로 사형을 선고받았다. 선고 공판에서 그는 "즐기기" 때문에 살인을 저질렀고, "매우 서두르고, 매우 취하여", "내가 왜 그렇게 하고 싶은 지 이유를 알 수 없다"라고 말하였다.
1998년 8월 그는 메거자이너를 살해하고 강탈한 혐의를 인정했고, 검찰은 이 사건에 대하여도 사형을 구형하였다. 그는 이 사건에서 무기징역을 선고받았다. 그의 사형 선고는 2000년에 뒤집혔고 스파이서 살해에 대한 형량은 가석방 없는 종신형으로 감형되었다. 사형에 대한 근거는 살인이 강도 행위로 인하였다는 것이었지만, 증거는 강도가 그의 동기가 아님을 나타낸다.

## 죽음
메시니는 2017년 8월 5일 64세의 나이로 메릴랜드주 컴벌랜드에 있는 웨스턴 교도소의 감옥에서 숨진 채 발견되었다.

## 같이 보기
- 미국의 연쇄 살인범 목록
- 희생자 수에 따른 연쇄 살인범 목록